# Австро-русское соглашение (1897)
Австро-русское соглашение 1897 года — секретное соглашение о сохранении статус-кво на Балканском полуострове. В мае 1897 года министры иностранных дел России и Австро-Венгрии М. Н. Муравьев и граф А. Голуховский обменялись письмами. В результате было достигнуто австро-русское соглашение о сохранении статус-кво на Балканах. Договор выявил значительные разногласия по вопросам проливов и австрийского присутствия в Ново-Пазарском санджаке. Достигнуть договоренности предполагалось в будущем.